# Bernard Lahire
Pour les articles homonymes, voir Lahire.
 (mars 2019).
Bernard Lahire, né le 9 novembre 1963, est un sociologue français, directeur de recherche CNRS au Centre Max Weber et à l'École normale supérieure de Lyon.

## Parcours universitaire
Bernard Lahire s'était orienté initialement vers l'électronique et envisageait une carrière de contrôleur aérien.
En 1990, il soutient sa thèse en sociologie sur l'échec scolaire à l'école primaire. Sa thèse intitulée Formes sociales scripturales et formes sociales orales : une analyse sociologique de l'échec scolaire a été rédigée sous la direction de Guy Vincent.
De 1992 à 1994, il est maître de conférences en sociologie.
De 1994 à 2000, il est professeur de sociologie à l'université Lumière Lyon 2 et de 1995 à 2000, il est membre junior de l'Institut universitaire de France.
Il est professeur de sociologie à l'École normale supérieure de Lyon depuis 2000, a été le directeur du Groupe de recherche sur la socialisation (UMR 5040 CNRS) de 2003 à 2010, avant de devenir directeur-adjoint du Centre Max Weber, de 2011 à 2018. Entre 2016 et 2020, il devient membre senior de l'Institut universitaire de France, puis entre au CNRS comme Directeur de recherche à partir de septembre 2020.
Il dirige la collection « Laboratoire des sciences sociales » aux Éditions La Découverte depuis 2002.
En 2020, il crée une seconde collection « Sciences sociales du vivant » aux Éditions La Découverte.
Il a été visiting scholar (Research Associate) à l'université de Californie à Berkeley (Institute for the Study of Social Change), en février-mars 1997, professeur invité à l'université de Lausanne (Suisse), en 1997-1998, professeur invité sur la « Chaire Jacques-Leclercq » à l'université catholique de Louvain (Belgique) en mars 2000, professeur à l'université de Genève (Suisse) en 2002-2003, professeur invité à l’université nationale de La Plata en juin 2008 (Argentine), professeur invité par l'Instituto Universitário de Pesquisas do Rio de Janeiro (IUPERJ) et l'université Juiz de Fora (Brésil) en août-septembre 2008 et professeur invité par l'université de Recife (Brésil) en novembre 2009.
Il est lauréat de la chaire Claude-Lévi-Strauss de l’État de São Paulo, à l'université de São Paulo (USP), en novembre-décembre 2011 et en septembre-novembre 2012.
Le 14 août 2022, il donne la Conférence inaugurale du XXXIIIe Congreso Latinoamericano de Sociología (ALAS) à Mexico sur le thème « Pourquoi la pandémie nous force à reconsidérer les rapports entre les sciences naturelles et les sciences sociales ? » [«¿Por qué la pandemia nos obliga a replantear la relación entre las Ciencias Naturales y las Ciencias Sociales ?»].

## Travaux
Cette section ne s'appuie pas, ou pas assez, sur des sources secondaires ou tertiaires indépendantes du sujet. Le texte peut contenir des analyses inexactes ou inédites de sources primaires.
Pour l'améliorer, ajoutez-en, ou placez des modèles {{Source secondaire souhaitée}} ou {{Source secondaire nécessaire}} sur les passages mal sourcés. (avril 2024)
Ses travaux ont porté successivement sur la production de l'échec scolaire à l'école primaire, les modes populaires d'appropriation de l'écrit, les réussites scolaires en milieux populaires, les différentes manières d'étudier dans l'espace de l'enseignement supérieur, l'histoire du problème social appelé « illettrisme », les pratiques culturelles des Français, les conditions de vie et de création des écrivains, l'œuvre de Franz Kafka, l'histoire des rapports entre art et domination en Occident, sur les inégalités sociales durant l'enfance,, ou encore sur les rêves,.
Son travail aboutit à une théorie de l'action à la fois dispositionnaliste (sensible à la pluralité dispositionnelle, les socialisations individuelles étant plus ou moins hétérogènes) et contextualiste (les contextes d’actualisation des dispositions étant eux-mêmes variés),, une réflexion contribuant à spécifier et à nuancer la théorie des champs et la théorie de l'habitus développée par Pierre Bourdieu à partir du concept de « jeu social » et une réflexion épistémologique sur les sciences sociales et leurs fonctions sociales. Il a aussi formulé des propositions d'enseignement des sciences du monde social dès l'école primaire (L'Esprit sociologique, 2005).
Depuis 2020, il entend contribuer à l’émergence d’un cadre intégrateur et unificateur pour les sciences sociales. Une telle orientation suppose un travail systématique d’appropriation des recherches issues de nombreuses disciplines à l’intérieur (anthropologie, histoire, sociologie…) comme à l’extérieur (la biologie évolutive, l’éthologie, la paléoanthropologie, la préhistoire) du domaine des sciences sociales, mais ayant toutes contribué à la connaissance des formes de société et de comportement. Le raccordement entre sciences sociales et sciences naturelles est au cœur de ce travail interdisciplinaire, qui débouche sur une proposition théorique forte de "Science sociale du vivant". Celle-ci vise au dépassement des sciences sociales qui privilégient l'étude des particularités ou des singularités culturelles, pour mettre au jour des lois générales et des invariants qui structurent fondamentalement les sociétés humaines.

## Prises de position
Pour le premier tour de l'élection présidentielle française de 2022, il appelle avec 800 autres universitaires à voter pour Jean-Luc Mélenchon.

## Distinctions
- Médaille d'argent du CNRS (2012)[18].
- Chevalier de la Légion d'honneur, sur proposition du Ministère de la Culture (2012)
- Prix de l'Écrit social pour son ouvrage, Dans les plis singuliers du social (2014)[19].
- Chevalier dans l'ordre des Arts et des Lettres (arrêté du 9 juillet 2014)[20].
- Membre junior (1995-2000), puis senior (2016-2020) de l'Institut universitaire de France.
- Docteur Honoris causa de l'Université Veracruzana (Veracruz, Mexique) (2019)
- Entrée dans l'édition 2023 du Petit Larousse Illustré.

## Publications
- L'« illettrisme » en questions (sous la direction de, avec « Introduction » et « Conclusion » de J. M. Besse, M.-M. de Gaulmyn, D. Ginet et B. Lahire), Lyon, PUL, 1992 (2e impression en 1994).
- Culture écrite et inégalités scolaires : sociologie de l'« échec scolaire » à l'école primaire, Lyon, Presses universitaires de Lyon, 1993. Réédition avec une nouvelle préface en 2021.
- La raison des plus faibles : rapport au travail, écritures domestiques et lectures en milieux populaires, Lille, PUL, 1993.
- Tableaux de familles : heurs et malheurs scolaires en milieux populaires, Paris, Gallimard/Seuil, 1995 (traduit au Brésil).
- Les manières d'étudier, Paris, La Documentation française, 1997.
- L'Homme pluriel. Les ressorts de l'action, Paris, Nathan, 1998 (traduit en Espagne, au Brésil, au Portugal, en Roumanie, au Royaume-Uni et au Japon).
- L'invention de l'illettrisme : rhétorique publique, éthique et stigmates, Paris, La Découverte, 1999.
- Le travail sociologique de Pierre Bourdieu : dettes et critiques, Paris, La Découverte, 1999 (traduit en Argentine).
- Portraits sociologiques ; dispositions et variations individuelles, Paris, Nathan, 2002 (traduit au Brésil).
- À quoi sert la sociologie ?, Paris, La Découverte, 2002 (traduit en Argentine et en Turquie).
- Sociologia de la lectura, Barcelona, Gedisa, 2004.
- (2004) La culture des individus : dissonances culturelles et distinction de soi, Paris, La Découverte, 2004 (traduit au Brésil).
- L'esprit sociologique, Paris, La Découverte, 2005 (traduit en Argentine).
- La Condition littéraire. La double vie des écrivains, Paris, La Découverte, 2006 (traduit en Allemagne).
- La raison scolaire : école et pratiques d'écriture, entre savoir et pouvoir, Rennes, Presses universitaires de Rennes, coll. « Paideia », 2008.
- (avec C. Rosental) La cognition au prisme des Sciences sociales, Paris, Éditions des archives contemporaines, 2008.
- Franz Kafka : éléments pour une théorie de la création littéraire, Paris, La Découverte, 2010.
- Ce qu'ils vivent, ce qu'ils écrivent : mises en scène littéraires du social et expériences socialisatrices des écrivains, Paris, Éditions des archives contemporaines, 2011.
- Monde pluriel : penser l'unité des sciences sociales, Paris, Seuil, coll. « Couleur des idées », 2012 (traduit en japonais et en langue arabe).
- Dans les plis singuliers du social : individus, institutions, socialisations, Paris, La Découverte, 2013 (traduit en espagnol).
- Ceci n'est pas qu'un tableau : essai sur l'art, la domination, la magie et le sacré, Paris, La Découverte, 2015 (traduit en langue anglaise chez Polity Press).
- Pour la sociologie : et pour en finir avec une prétendue « culture de l'excuse », Paris, La Découverte, 2016 (traduit en espagnol et en turc).
- L'interprétation sociologique des rêves, Paris, La Découverte, 2018 (traduit en langue anglaise chez Polity Press, en espagnol, en turc et en grec).
- Enfances de classes. De l'inégalité parmi les enfants (dir.), Paris, Seuil, 2019, 1232 p.
- La Part rêvée. L’interprétation sociologique des rêves. 2, Paris, La Découverte, Laboratoire des sciences sociales, 2021, 1216 p.
- Les Structures fondamentales des sociétés humaines, La Découverte, Sciences sociales du vivant, 2023, 972 p.
- Vers une science sociale du vivant, La Découverte, Petits cahiers libres, 2025, 256 p.
- Savoir ou périr, Paris, Seuil, Libelle, 2025, 96 p.

## Filmographie
- 2012 : Penser Critique, kit de survie éthique et politique pour situations de crise(s) de Thomas Lacoste